# Salvador Sánchez-Terán
Salvador Sánchez-Terán Hernández (Logroño, 19 de abril de 1934-Madrid, 31 de diciembre de 2022) fue un ingeniero de caminos y político español, miembro de la UCD. Desempeñó importantes cargos durante la Transición española, entre los que destaca su labor como gobernador civil de Barcelona en 1976 y 1977, su condición de ministro en varios gobiernos de Adolfo Suárez, su cargo como secretario de Organización de la UCD, y su trabajo, como negociador del Gobierno con Josep Tarradellas.

## Biografía
Nació el 19 de abril de 1934 en la ciudad de Logroño, donde su padre desempeñaba el cargo de magistrado y presidente de la Audiencia Provincial. Vivió vinculado a Ciudad Rodrigo, lugar del que procedía su familia.
Estudió la Primaria y el Bachillerato en el Colegio San José de los Maristas y, en 1950 se trasladó a Madrid para cursar Ingeniería de caminos, canales y puertos en la Universidad Central. Tras obtener el derecho de ingreso en el año 1952, se licenció en 1958. De esos primeros ocho años madrileños residió cinco en el Colegio Mayor Universitario San Pablo, promovido por la Asociación Católica Nacional de Propagandistas (ACNP). Allí recibió una importante influencia del pensamiento democristiano, a su vez, hay que destacar que convivió con otros colegiales que, a la postre, desempeñarían una labor de primera fila en la Transición política, como fue el caso de Alfonso Osorio o Marcelino Oreja Aguirre.
Fue presidente de la Juventud de Acción Católica Nacional desde 1959, siendo elegido vicepresidente de la Juventud de Acción Católica Internacional en 1963. A su presencia en esta organización se debe el carácter socialdemócrata de buena parte de sus planteamientos ideológicos. A finales de los años sesenta esta organización sufrió una importante crisis como consecuencia de la falta de entendimiento entre los líderes seglares y el episcopado español. Como señal de protesta ante esta situación, Salvador Sánchez-Terán, dimitió de todos sus cargos. Una vez fuera de la Acción Católica, participó, a finales de 1968, en la fundación del grupo Prolesa, integrado por elementos de ideología liberal que, bajo apariencia editorial, se constituían como asociación de oposición política al régimen de Franco. 
En lo que respecta al ámbito profesional, hay que destacar que, una vez finalizados sus estudios universitarios, inició su actividad profesional en la empresa privada en 1959. Pocos meses después fue contratado por el Ministerio de la Vivienda, convirtiéndose posteriormente en jefe del Servicio de Planificación de obras de la Dirección General de Carreteras. Entre 1970 y 1973 fue director general de RENFE y posteriormente Consejero del Instituto Nacional de Industria (INI). También desempeñó la función de Vicepresidente del Colegio de Ingenieros de Caminos y de Presidente del patronato del CEU.
En 1973 fue nombrado subsecretario de Obras Públicas, donde estuvo como colaborador estrecho, en un primer momento, del ministro Gonzalo Fernández de la Mora y, después, de Antonio Valdés González-Roldán. Una vez fallecido Franco, se trasladó, en enero de 1976, a Barcelona para ocupar el cargo de gobernador civil. Allí desempeñó un relevante papel como intermediario entre el Gobierno de Carlos Arias Navarro y las fuerzas políticas democráticas y nacionalistas de Cataluña. En las elecciones generales de 1977 fue elegido diputado en el Congreso por la provincia de Salamanca y en las elecciones generales de 1979 fue reelegido diputado.
A comienzo del verano de 1977 fue nombrado asesor del presidente Adolfo Suárez, siendo el delegado del Gobierno en las negociaciones realizadas con Josep Tarradellas para el restablecimiento de la Generalidad de Cataluña. Ese mismo año se integró en UCD, desempeñando el cargo de secretario de Organización. Además, en mayo de 1978 fue nombrado miembro del Comité Ejecutivo Nacional de UCD del partido centrista.
Entre febrero de 1978 y mayo de 1980, fue ministro de Transportes y Comunicaciones, departamento desde donde impulsó importantes cuestiones como la construcción de los aeropuertos de Vitoria-Foronda y Tenerife Sur, la remodelación de Barajas y El Prat, la ampliación del Metro de Madrid o la electrificación de numerosas líneas férreas a nivel peninsular. Además, tuvo que hacer frente al inicio de la crisis del sector pesquero español, que afectó notablemente a las relaciones de España con Marruecos y Mauritania.
El 23 de enero de 1979 firma el Acuerdo sobre el proyecto de intensificación de la precipitación (PIP) entre la Organización Meteorológica Mundial, el gobierno español y otros Estados miembros de la Organización Meteorológica Mundial participantes en el experimento y protocolo anejo.
En mayo de 1980 fue nombrado ministro de Trabajo, cargo en el que apenas se mantuvo apenas cuatro meses. En este puesto fue uno de los cinco ministros de la UCD que replicaron a Felipe González en la moción de censura que planteó en 1980. Al término de este periodo salió del gabinete. De esta manera, durante los últimos gobiernos de UCD, se le encomendó la presidencia de Telefónica. Con la victoria del PSOE en las elecciones de 28 de octubre de 1982, cesó en el cargo.
Jugó un papel destacado en el 23F. Como años más tarde recontaría al historiador Carlos González Martínez en la biografía que este publicó sobre Sánchez-Terán, a las ocho de la mañana, el teniente coronel Antonio Tejero, entró en el hemiciclo y se dirigió a Leopoldo Calvo-Sotelo. Después de hablar entre ellos, Calvo-Sotelo hizo llamar a Sánchez-Terán. Las líneas telefónicas del Congreso de los Diputados estaban cortadas y Tejero quería saber si era posible restaurarlas. Sánchez-Terán solicitó salir para pedir dar la orden. Mientras salía escoltado por un guardia civil al patio exterior dirigiéndose a la puerta de hierro que da a la Carrera de San Jerónimo, Tejero paró a Sánchez-Terán para explicarle que había un teléfono en el coche del presidente saliente, Adolfo Suárez que funcionaba y que no era necesario que abandonase el congreso. Tejero acompañó a Sánchez-Terán al coche. El teniente coronel entró primero e hizo dos llamadas. Tal y como recuenta, en la primera llamada el guardia civil estaba gesticulando, tenso y con cara de disgusto, lo que hizo pensar a Sánchez-Terán que al otro lado de la llamada se encontraba el general Miláns del Bosch. En la segunda llamada Tejero estuvo más sonriente, hablando con su familia para despedirse. Tras salir del coche, Tejero permitió a Sánchez-Terán acceder al teléfono para ordenar la restauración de líneas telefónicas. Este realizó dos llamadas desde el coche del presidente. La primera fue al Palacio de la Zarzuela para informar al Rey. Al otro lado del teléfono escucharon Sabino Fernández Campo y Juan Carlos I. Sánchez-Terán les informó de la situación y les preguntó si tenían alguna orden que darle. Fernández Campo le indicó que el golpe iba a fracasar y le indicó que avisase a los diputados que se tranquilizasen. Después el político hizo una segunda llamada al consejero delegado de Telefónica, Diego Martínez Boudes, al que preguntó si era cierto que las líneas telefónicas estaban cortadas. Martínez Boudes explicó que únicamente había una línea abierta: la del despacho del presidente del Congreso, indicando que la policía había controlado desde ahí las llamadas.
Tras la desaparición de UCD abandonó la vida política, dedicándose a diversas actividades privadas entre las que destaca la presidencia de la COPE y la presidencia de Tata Motors en España.
Formó parte de la Fundación España Constitucional, junto a exministros de UCD, PP y PSOE. Escribió esporádicamente artículos en diversos periódicos.
Hasta 2012 fue el presidente del Consejo Social de la Universidad de Salamanca, y patrono de la Fundación Villalar-Castilla y León en representación de los consejos sociales de las universidades públicas de esa comunidad autónoma. Además, ha publicado De Franco a la Generalitat (Barcelona, Planeta, 1988) y de La Transición. Síntesis y claves (Barcelona, Planeta, 2008).
Falleció el 31 de diciembre de 2022.